# Monte Meidassa
Monte Meidassa – szczyt w Alpach Kotyjskich, części Alp Zachodnich. Leży w północno-zachodnich Włoszech w regionie Piemont, blisko granicy z Francją. Szczyt można zdobyć drogami ze schronisk Rifugio Vitale Giacoletti (2741 m), Rifugio Willy Jervis (1732 m), Rifugio Battaglione Alpini Monte Granero (2377 m) we Włoszech oraz Refuge du Viso (2460 m) we Francji.